# アポロ・アントン・オーノ
アポロ・アントン・オーノ（Apolo Anton Ohno、1982年5月22日 - ）は、アメリカの元ショートトラックスピードスケート選手、俳優。
コロラド大学コロラドスプリングス校（UCCS）を卒業し、サプリメント会社8Zone（エイトゾーン）を設立。将来はオリンピックのスポンサー企業に成長させたいと言っている。甘いマスクで実力もあり全米で人気がある。ヘルメットの下のバンダナと小さく整えたあごひげ(soul patch)がトレードマーク。スタート前は、緊張を解すために自らいつも欠伸をするという。
ワシントン州シアトル出身。オーノは日系二世でもあり、父親が日本人で母親がアメリカ人のハーフである。なお、オーノの父が名付けたアポロは、ギリシャ語の「Apo(steer away from)」 と 「lo(look out; here he comes)」に由来する （太陽神や宇宙船アポロの綴りはA-p-o-l-l-o）。ミドルネームのアントン（Anton）は「priceless one（お金に替えられないほどの価値がある者）」という意味を持つアンソニー（Anthony、ラテン語源）のバリエーション。ニックネームは、太く筋肉質な足からチャンキー（Chunky）。
オーノは、冬季オリンピックのアメリカ人として（ 2  2  4 ）合計8個の最多メダル獲得者でもある。
2013年4月に引退を表明した。同年8月には、オリンピックの功績が称えられ「シアトル・ウォーク・オブ・フェーム」殿堂入りを果たした。ハリウッドの星・手形に対し靴跡が説明と共に埋め込まれるが、オーノの靴跡は左回りのスケート靴の軌跡となっている。

## 来歴

### 父子鷹
オーノは、東京都出身の日本人ヘアスタイリスト大野幸（おおの ゆき）とアメリカ人の母親との間にワシントン州シアトルで生まれた。1歳の時に両親が離婚し、その後は父親に育てられた。
幸はアメリカのメディアに息子と共に度々取り上げられる有名なシングルファーザーである。
幸の父親（オーノの祖父）は大学の副学長で、高校卒業後の幸をアイビー・リーグに送り込んだ。会計学を専攻したが失敗し、親の薦める大学生活に反抗した後、ロンドンのヴィダル・サスーンサロンで修業する。ファッションショーでトップモデルの髪を担当する為、ヨーロッパやニューヨークを巡回する生活だったが、オーノの母との結婚でシアトルにヘアサロンを開き定住するようになった。
離婚して1歳の息子を引き取り、親類縁者のいないアメリカで一人での子育てを迫られ、ハリウッドでの人気美容師のキャリアを犠牲にした。
オーノはやんちゃな男の子ではあったが、3歳のオーノの特異な運動能力の才能を父が見いだし、ローラースケート、水泳等のスポーツに親しんだ。
父親が夜遅くまで働いていた為、小学生になったオーノは一人で宿題と食事をして就寝するカギっ子だった。週末は、父の運転する車でスポーツ大会へカナダやミシガン州に遠征し、12歳の時にワシントン州の平泳ぎのチャンピオンになった。
1994年リレハンメルオリンピックのショートトラックスケートのテレビ中継を見て競技を始め、すぐに年齢別の3タイトルを獲得する。
しかし、オーノが13歳になると年上の不良達と夜遊びをするようになり、オーノの父はそのエネルギーをスポーツに向かわせたいと資産と労力を注ぎ込んだ。

### 親元を離れニューヨーク州へ
1995年、ジュニアナショナルチーム予選でオーノのレースを見たナショナルチームコーチのパトリック・ウェントランドも、オーノの早熟な強さに興味を持った。
オリンピックセンターの入所規定より2歳程若い年齢が問題となったが、コーチの尽力でニューヨーク州レークプラシッドのジュニアオリンピック開発チームに参加するよう招待された。
オーノの父は、このこの招待を受けるよう薦めシアトルの空港まで送ったが、行きたくなかったオーノは友達の家に隠れてしまった。
説得のためにオーノの叔母（母の妹）まで動員し、父の護衛付きでレークプラシッド入りした。
厳しいトレーニングをサボり、ピザを食べに出かけるオーノを見て、オーノのコーチはグループの体脂肪テストを行なった。最悪な結果にオーノはコーチに対し、「太りたくない。速くなりたい」と言い、練習に励むようになった。
ここに14歳のアメリカ最年少ショートトラックチャンピオンが誕生したのであった。

### ソルトレークシティ五輪まで
オーノは、レークプラシッドからシニア用施設のコロラドスプリングスオリンピックセンターに移転し、1997年に世界選手権が日本・長野県の長野市で開催された。オーノの家族の背景を知る大会主催者の計らいにより、東京から祖父母が観戦に来ている旨アナウンスがあった。しかし観客の盛大な応援も虚しく、20位に終わった。1998年長野オリンピックに行くことを期待したが調整不足により叶わなかった。
セントルイスでの1998年ジュニア世界選手権で決勝に達することができず苦しんだが、翌年のモントリオールではチャンピオンに、シニアの大会のソフィアでは銀メダルを獲り復活した。オーノは練習中の呼吸困難があり、2000年にEIB（運動誘発性気管支収縮）と診断されたが、適切な治療によって克服した。

### 競技成績

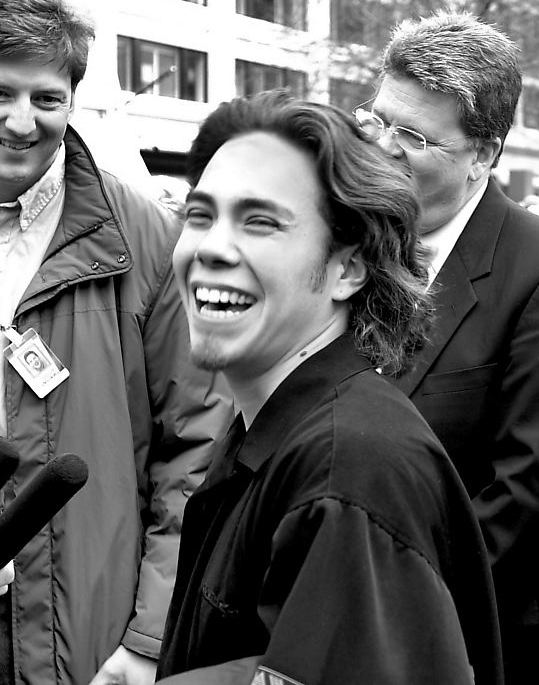
金メダリストとして地元のシアトルでインタビューを受けるアポロ・アントン・オーノ（後方右はグレッグ・ニッケルスシアトル市長）。 2002年3月22日。

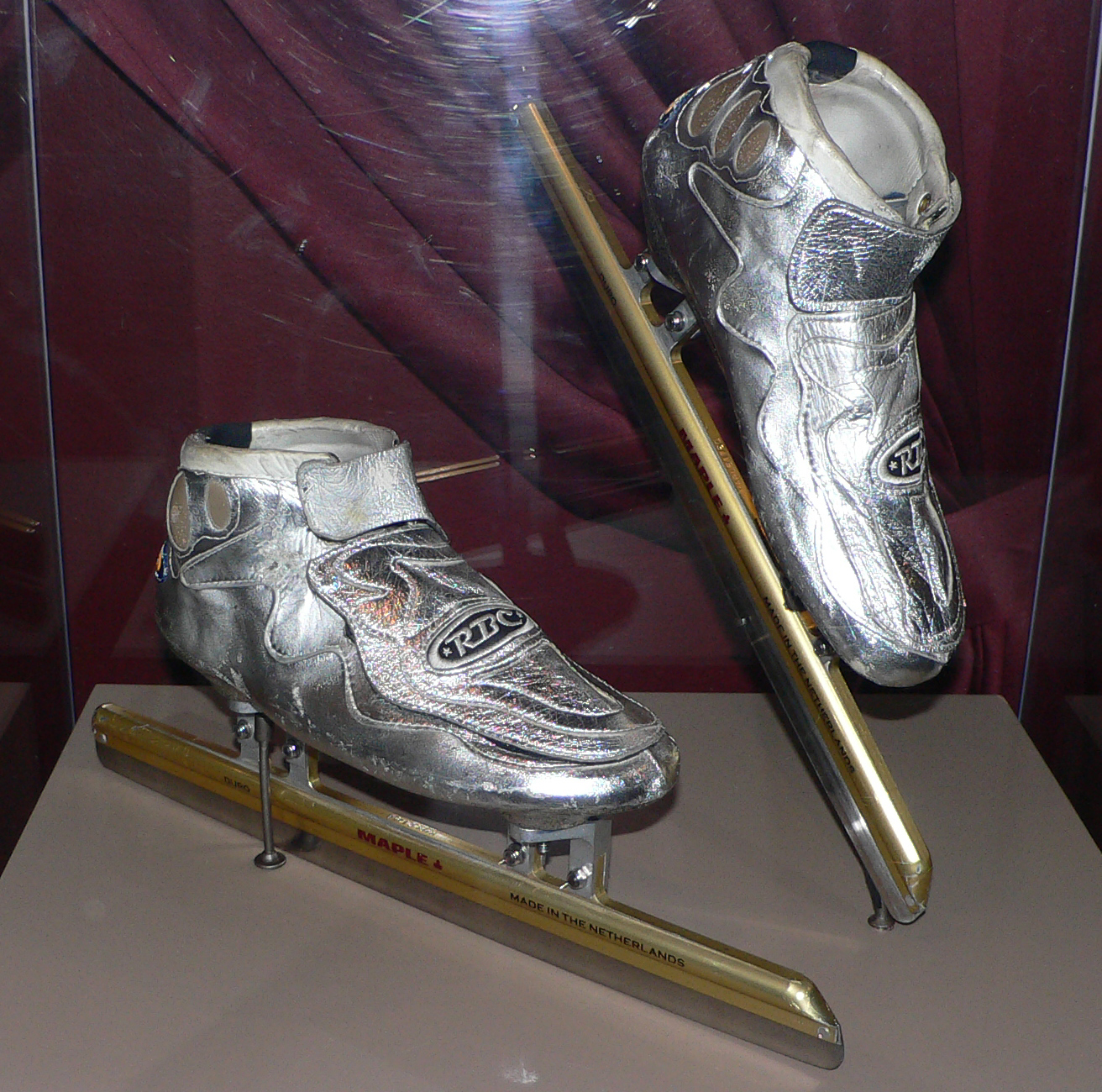
2002年ソルトレイクオリンピックで使用したオーノのスケート靴がスミソニアン博物館群の一つ、国立アメリカ歴史博物館にて展示・保管された。

### ソルトレークシティオリンピック
オーノは、2002年ソルトレークシティオリンピックにアメリカ代表として出場し、男子1000メートルでは5人が出場してゴール直前までトップ集団4人の1位だったが、オーノも転倒に巻き込まれ、後れを取っていたオーストラリアのスティーブン・ブラッドバリーに次いで足を投げ出す形でゴールして銀メダルを獲得している。
男子1500メートルでオーノは2着でゴールしたものの、1着でゴールした韓国の金東聖（キム・ドンソン）が進路妨害のため失格となったため、金メダルを獲得した。
- だが、これに対して韓国側はオーノがキムの反則をアピールするためにオーバーリアクションをしたと抗議し、その後韓国からの一方的な中傷・脅迫が相次ぎ、または国際オリンピック委員会やアメリカ大統領府などにサイバーテロが仕掛けられたため[28][29][30]、FBIが韓国側に捜査協力を求める事態となった[31][32]。また、同年6月に行われたサッカーの世界大会、2002 FIFAワールドカップでは韓国代表とアメリカ代表が戦った際、韓国代表は安貞桓の同点ゴール後にオーノとキムが交錯した場面を再現して見せた[33][34]。オーノへの執拗な脅迫とサイバー攻撃により、2003年韓国全州での大会にはアメリカチーム全員の不参加を余儀なくされた[35][36]。不在にもかかわらず、それまでの獲得ポイントによってワールドカップのタイトルを守った[37]。

オリンピック後でも、多くの韓国メディアは未だにオーノのことを「公共の敵」と批判している。

### トリノオリンピック
2006年トリノオリンピックでオーノは男子500メートルでスタートから首位を守り金メダル、男子1000メートルと男子5000メートルリレーで銅メダルを獲得した。

### バンクーバーオリンピック
2010年バンクーバーオリンピックでは男子500メートル決勝の最終コーナーで3位に付けていたカナダのフランソワ＝ルイ・トランブレが転倒、続いて2位となった韓国の成始柏も転倒し、バランスを崩しながらカナダのシャール・アメリンが1位、4番手のオーノが2位でゴールしたが、失格となりメダル獲得には至らなかった
。男子1000メートルで銀メダル、男子1500メートルと男子5000メートルリレーで銅メダルを獲得した。オーノは、これにより3大会でのメダル獲得数を通算8個としたため、冬季オリンピックのアメリカ勢としてはスピードスケート女子のボニー・ブレアの記録を抜いて最多のメダル獲得者となった。
2012年ロンドンオリンピック開催中はロンドンに滞在し、NBCニュース『トゥデイ』の臨時レポーターとしてオリンピック中継の舞台裏取材を行うなどした。
2013年4月24日、選手としての引退を表明した。

### スポンサーシップ
- オレオ[51] - CM出演
- ナイキ[52]
- AT&T - CM出演[53]
- マクドナルド
- GEヘルスケア[54]
- The Century Council[55]
- プロクター・アンド・ギャンブルVicks[56] - CM出演
- コカ・コーラ[57][58]
- オメガ[59][60][61]
- アラスカ航空[62]

機体にアポロ・オーノが描かれた「Follow Apolo」ジェットが就航。2010年2月、バンダナとあごひげを付けたアラスカ航空スタッフがポートランド国際空港とシアトル・タコマ国際空港で「アポロ・ソウルパッチ（あごひげシール）」を搭乗客に配るプロモーションを行なった。バンクーバーで活躍したオーノとハワイ旅行するアラスカ航空の懸賞「Follow Apolo to Hawaii」が実施された。
- サブウェイ - CM出演[67]

マラソンデビューの準備の為、2011年9月11日シカゴハーフマラソンに挑戦。記録は1時間40分59秒。
2011年11月6日ニューヨークシティマラソンにサブウェイ・サンドウィッチがスポンサーのチャリティー・ランナーとして出場した。記録は3時間25分14秒。

## スペシャルオリンピックス
2012年2月、オーノはスペシャルオリンピックスの親善大使として日本と中国を訪問した。

### 慈善活動
| 名称                           | 活動内容 |
| ------------------------------ | --- |
| プロダクト(RED)                | ギャップと提携し、アフリカのエイズ対策プログラムの支援を行なった。 |
| アポロ・オーノ財団             | センチュリーカウンシルと提携して未成年者の飲酒と飲酒運転の撲滅を啓蒙する為、全米の学校を巡回して講演を行なっている。 |
| 日系コンサーンズ               | シアトルの日系人高齢者支援の為に設立され、施設内では日本の年中行事が行われている。2006年6月4日、父と共に募金レセプションを開催し、2万ドルを集めた。35周年記念のオークションイベントではサイン入りスピードスケートヘルメットを提供した。 |
| 救世軍                         | 2007年8月4日サンディエゴでチャリティーイベント、衣料品の提供。 |
| ロナルド・マクドナルド・ハウス | 子供が病気で長期入院をしている親の為の宿泊施設だが、日本では発音のし易さからドナルド・マクドナルド・ハウスと呼ばれる。シアトルのハウスのチャリティーを行なった。                                                                        |
| SeeYourImpact                  | シアトルに本部を置く非営利組織で、オーノはスポークスマンでもある。寄付したい地域や人を選択できること、寄付された人が2週間以内に写真を送るシステムとなっている。                                                                         |
| UNITE FOR JAPAN                | 東日本大震災の被災者支援の為にチャリティービデオ出演した。メッセージボード「I WILL HELP JAPAN.... Together We CAN. UNITE 4 JAPAN」 |

## テレビ出演

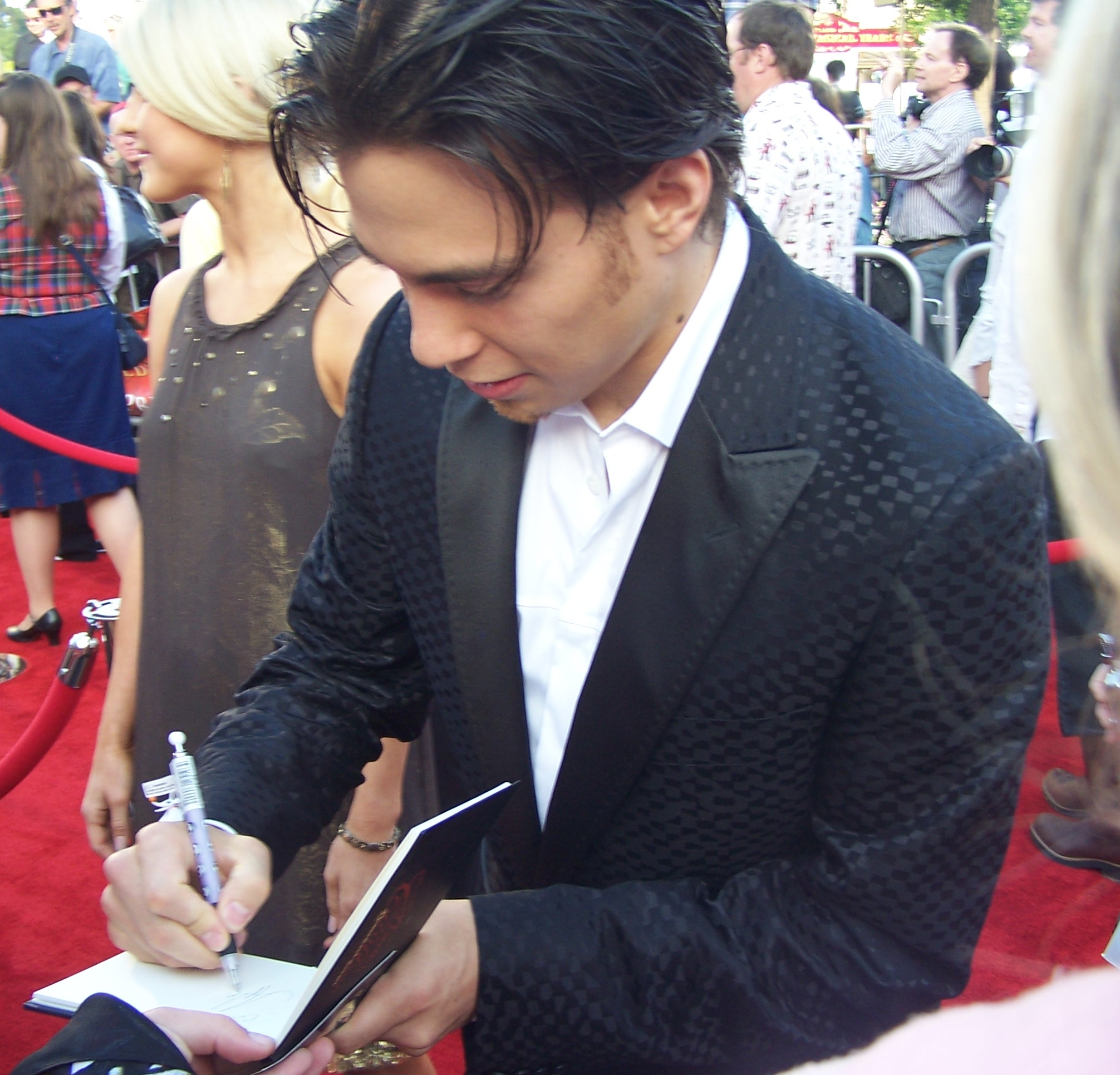
映画パイレーツ・オブ・カリビアン3のプレミアでサインするアポロ・アントン・オーノ。2007年。

### ダンシング・ウィズ・ザ・スターズ
『ダンシング・ウィズ・ザ・スターズ』 (Dancing with the Stars) は、アメリカのABC系列の人気競技ダンス番組で、イギリスのBBCの『ストリクトリー・カム・ダンシング』のアメリカ版と言える。芸能人やスポーツ選手とプロのダンサーがペアになり、厳しい特訓を受けて番組でダンスを披露する。審査員（一人持ち点10点）の得点に視聴者の電話投票による得点が加算された点数で競い、最下位のペアが毎週1組脱落し、約10週間で優勝者が決まる勝ち抜き方式である。

#### 第4シーズン
2007年2月、出演者が発表された。
ジュリアン・ハフとコンビを組み、溌剌とした演技を披露している。決勝では力強いパソドブレ（Paso Doble）で満点を獲得し、優勝した。
| 有名人                     | 職業                                                            | ダンサー                   | 経過                      |
| -------------------------- | --------------------------------------------------------------- | -------------------------- | ------------------------- |
| ポーリーナ・ポリスコワ     | スーパーモデル                                                  | アレック・マッツォ         | 1週目脱落・11位 2007.5.26 |
| シャンディ・フィネッセー   | ミスUSA 2004                                                    | ブライアン・フォルトゥーナ | 2週目脱落・10位 2007.4.3  |
| リーザ・ギボンズ           | トーク番組司会者                                                | トニー・ドヴォラニ         | 3週目脱落・9位 2007.4.10  |
| クライド・ドレクスラー     | 元NBAバスケットボール選手                                       | Elena Grinenko             | 4週目脱落・8位 2007.4.17  |
| ヘザー・ミルズ             | 元モデル、平和運動家、国連親善大使 ポール・マッカートニーの元妻 | ジョナサン・ロバーツ       | 5週目脱落・7位 2007.4.24  |
| ジョン・ラッツェンバーガー | 俳優、声優                                                      | エディータ・スリウィンスカ | 6週目脱落・6位 2007.5.1   |
| ビリー・レイ・サイラス     | カントリー歌手、俳優                                            | カリーナ・スマノフ         | 7週目脱落・5位 2007.5.8   |
| アイアン・ジーリング       | 俳優 代表作「ビバリーヒルズ高校白書」スティーブ役               | シェリル・バーク           | 8週目脱落・4位 2007.5.15  |
| レイラ・アリ               | プロボクサー モハメッド・アリの娘                               | マクシム・クメルコフスキー | 3位 2007.5.22             |
| ジョーイ・ファトゥーンJr   | イン・シンクメンバー、俳優                                      | キム・ジョンソン           | 準優勝 2007.5.22          |
| アポロ・アントン・オーノ   | オリンピック 金メダリスト                                       | ジュリアン・ハフ           | 優勝 2007.5.22            |

#### 第15シーズン
2012年9月放送開始の第15シーズンにも参加することが発表された。
| 有名人                   | 職業                                                        | 前回出演時の成績   | ダンサー                         | 経過                       |
| ------------------------ | ----------------------------------------------------------- | ------------------ | -------------------------------- | -------------------------- |
| パメラ・アンダーソン     | モデル、女優                                                | 第10シーズン6位    | トリスタン・マクマナス           | 1回目脱落・13位 2012.9.25  |
| ジョーイ・ファトゥーンJr | イン・シンクメンバー、俳優                                  | 第4シーズン準優勝  | キム・ジョンソン                 | 2回目脱落・12位 2012.10.2  |
| ドリュー・ラッチー       | 98ディグリーズメンバー、歌手                                | 第2シーズン優勝    | アンナ・トレブンスカヤ           | 3回目脱落・11位 2012.10.9  |
| エリオ・カストロネベス   | レーシングドライバー インディ500チャンピオン                | 第5シーズン優勝    | チェルシー・ハイタワー           | 4回目脱落・10位 2012.10.9  |
| ブリストル・ペイリン     | テレビタレント サラ・ペイリン元アラスカ州知事の長女         | 第11シーズン3位    | マーク・バラス                   | 5回目脱落・9位 2012.10.16  |
| サブリナ・ブライアン     | 歌手、女優 ディズニー・チャンネル「チーター・ガールズ」出演 | 第5シーズン6位     | ルイ・ヴァン・アムステル         | 6回目脱落・8位 2012.10.30. |
| カースティ・アレイ       | 女優 エミー賞・ゴールデングローブ賞受賞                     | 第12シーズン準優勝 | マクシム・クメルコフスキー       | 7回目脱落・7位 2012.11.13  |
| ジル・マリーニ           | 俳優                                                        | 第8シーズン準優勝  | ピーター・マーガトロイド         | 8回目脱落・6位 2012.11.13  |
| アポロ・アントン・オーノ | オリンピック金メダリスト                                    | 第4シーズン優勝    | カリーナ・スマノフ               | 9回目脱落・5位 2012.11.20  |
| エミット・スミス         | NFL元選手 スーパーボール3回制覇                             | 第3シーズン優勝    | シェリル・バーク                 | 10回目脱落・4位 2012.11.20 |
| ケリー・モナコ           | モデル、女優                                                | 第1シーズン優勝    | ヴァレンティン・クメルコフスキー | 3位 2012.11.27             |
| ショーン・ジョンソン     | オリンピック金メダリスト 女子体操選手                       | 第8シーズン優勝    | デレク・ハフ                     | 準優勝 2012.11.27          |
| メリッサ・ライクロフト   | テレビ司会者                                                | 第8シーズン3位     | トニー・ドヴォラニ               | 優勝 2012.11.27            |

### ドラマ・映画
- Hawaii Five-0（第2シーズン第17エピソード Kupale [96]、CBS 2012年）- Seth Burgess役
- Tasmanian Devils[97][98][99][100](Syfy 2013年) - Stone役

### その他
- プロジェクト・ランウェイ（第5シーズン第4話[101][102][103]、2008年） - ゲスト審査員
- Minute To Win It[104][105] (GSN 2013年) - ゲームショー司会

## 著書
- 『A Journey』 Apolo Anton Ohno著 ※自伝 (2002年10月1日、Simon & Schuster Books) 153頁 ISBN 978-0689856082
- 『Zero Regrets』 Apolo Ohno著 (2011年8月16日、Atria Books) 304頁 ISBN 978-1-4516-0906-6

## 関連書籍
- 『Going for the Gold: Apolo Anton Ohno』 Thomas Lang著 (2002年5月7日、HarperCollins) 128頁 ISBN 978-0060518431
- 『All About Apolo』 Joe Layden著 ※写真集 (2002年8月1日、Atria Books) 32頁 ISBN 978-0689856105